# Eugénie Foa

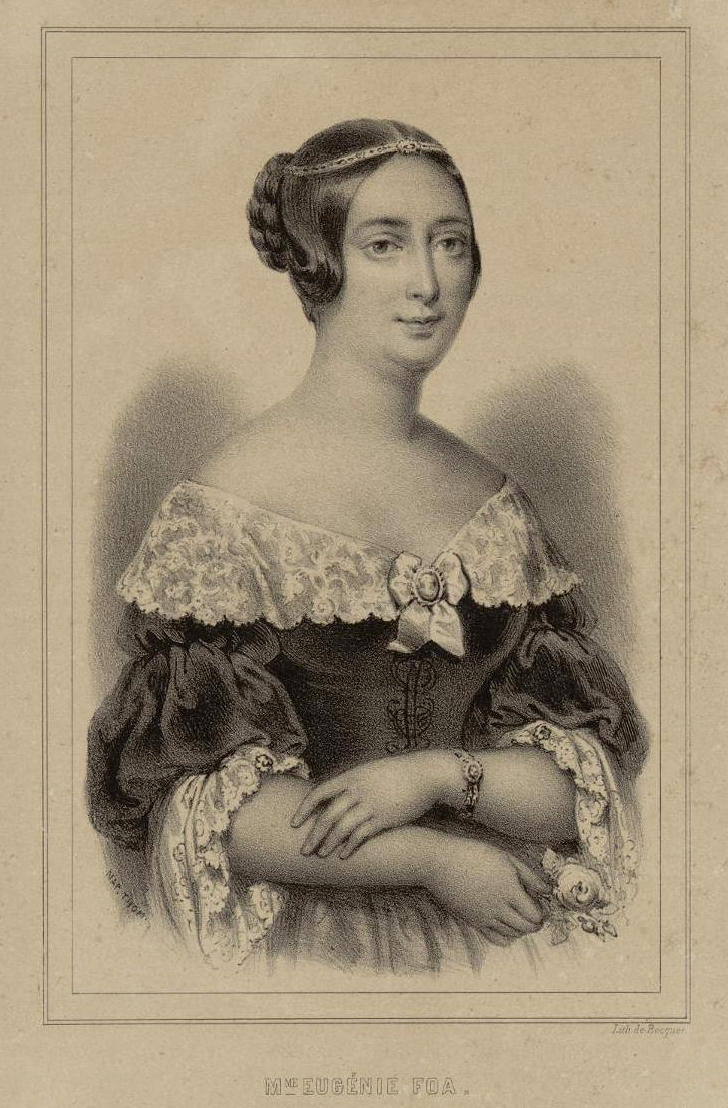
Eugénie Foa, foto uit de 19e eeuw, Österreichische Nationalbibliothek.

Eugénie Foa (Bordeaux, 12 juni 1796 - Parijs, 3 mei 1852), geboren als Rebecca-Eugénie Rodrigues-Henriques, was een Frans schrijfster. Zij schreef onder de naam van haar echtgenoot, maar ook onder de pseudoniemen Miss Maria Fitz-Clarence en Edmond de Fontanes.

## Biografie
Foa was de dochter van een bankier, Alexander Isaac Rodrigues-Henriques, hoofd van de bank Les Fils d’A. Rodrigues. Haar moeder, Esther Gradis, stamde uit een familie van reders uit Bordeaux, die handelde met de Franse koloniën. Foa stamde uit een familie van Sefardische Joden. Haar vader, Isaac Rodríguez Henríquez, was het hoofd van de familiebank en lid van het Grote Sanhedrin. Haar moeder, Esther Gradis, was de dochter van David Gradis, een handelaar en filantroop.  Het gezin verhuisde naar Parijs in de jaren 1810.
In 1814 trouwde zij met een handelaar uit Marseille, Joseph Foa. Het huwelijk was weinig gelukkig en duurde kort. Niettemin werden er zes kinderen uit het huwelijk geboren. Toen haar man haar verlaten had, trok zij weer bij haar ouders in. Ze legde zich toe op schrijven. Foa was de eerste joodse vrouw die van haar pen kon leven.
Zij schreef vier boeken over het Jodendom, waaronder Le kidouschim (Kidoushim, of de Joodse huwelijksring uit 1830) en La Juive: histoire des temps de la régence (De Jodin, een verhaal uit het Régence tijdperk, 1835). Ook schreef zij kinderboeken, waarvan verschillende in het Engels werden vertaald. Zij is hoogstwaarschijnlijk de oorspronkelijke auteur van het verhaal over De held van Haarlem, dat via een Engelse vertaling in de Nederlandse folklore terecht kwam. Ook schreef zij romans en korte verhalen in de romantische stijl die tijdens haar leven in de mode was. Het meeste succes had zij met het boek Le Petit Robinson de Paris, ou le triomphe de l’industrie. Dit boek werd minstens zesmaal herdrukt in Frankrijk. Ook de vertaling in het Engels werd verschillende malen herdrukt in de Verenigde Staten.
Rond 1840 bekeerde zij zich tot het katholicisme, waardoor zij vervreemdde van haar moeder en probeerde staatssteun te ontvangen.
Zij was waarschijnlijk de oprichter van Journal des enfants, het eerste tijdschrift dat speciaal gericht was op jonge lezers. Zij schreef daarin onder haar pseudoniem Edmond de Fontanes. Ook was zij betrokken bij de feministische beweging. Zo schreef zij in 1848 voor La Voix des femmes (De Stem van vrouwen). Zij voelde zich vooral betrokken bij de problemen die vrouwelijk schrijfsters ervoeren, voor het vinden van financiële steun en publieke erkenning.

## Verdere familie
Eugénie Foa was de zuster van de historicus en filosoof Hippolyte Rodrigues en van de beeldhouwer Léonie Halévy, die getrouwd was met Jacques Fromental Halévy. Zij was een nicht van de wiskundige Olinde Rodrigues.